# 囊沟藻科
囊沟藻科（学名：Blastodinidae）是囊沟藻目下的一个科。

## 下属分类
本科包括以下属：
- Atlanticellodinium J.Cachon & M.Cachon-Enjumet, 1965
- 囊沟藻属 Blastodinium Chatton, 1906